# Tarzans neuestes Abenteuer: Tarzan und die grüne Göttin
Tarzans neuestes Abenteuer: Tarzan und die grüne Göttin (Originaltitel: Tarzan and the Green Goddess) ist ein US-amerikanischer Abenteuerfilm aus dem Jahr 1938 mit Bruce Bennett in der Titelrolle. Der Film ist die direkte Fortsetzung von Tarzans neuestes Abenteuer: Der Herr der Wildnis. In Deutschland kam der Film am 9. Dezember 1949 ins Kino.

## Handlung
Prof. Martling ist mit seiner Gruppe auf dem Rückweg aus dem Dschungel um die Grüne Göttin von Guatemala in die Heimat bringen. Auch der Schurke Raglan hat überlebt und lässt die Expedition von Martling überfallen und die Statue stehlen. In der Nacht gelingt es ihm ebenfalls das Codebuch des Professors zu entwenden.
In Puerto–Barrios erwartet den Dieb bereits ein Telegramm mit der Anweisung seinen Verbindungsmann Hiram Powers in Quirigua zu treffen. Bevor Raglan abreisen kann, überrascht Tarzan den Schurken in seinem Hotelzimmer bei dem Versuch die Göttin zu öffnen. Es gelingt Raglan Tarzan vom Balkon zu stoßen und mit der Figur zu flüchten. Das Codebuch konnte Tarzan allerdings in seinen Besitz bringen. Bei der Verfolgung Raglans wird Tarzan von diesem zunächst überrumpelt und gefangen genommen. Tarzan kann sich aber befreien und die einheimischen Träger und Handlanger Raglans vertreiben. Ula kann beobachten wie Raglan nach Mantique flieht. Nachdem das Codebuch versehentlich in den Fluss gefallen ist, gelingt es Tarzan dieses zu retten. Der ohnmächtig auf einem Baumstamm treibende Tarzan wird von Krokodilen angegriffen aber von Ula gerettet. Die beiden machen sich auf die Suche nach Martling und George, welche von den Indianern aus der toten Stadt entführt worden sind. Auch Tarzan und Ula geraten in Gefangenschaft. Mit Ulas Hilfe gelingt es Tarzan den bei ihm eingesperrten Löwen zu besiegen, und zwei maskierte Krieger zu besiegen. So verkleidet befreien sie George und den Professor aus der Folterkammer und treten gemeinsam die Flucht an.
Im Hafen von Mantique gelingt es Tarzan, noch vor der Verschiffung durch Raglan die Goldene Göttin zu entwenden. Als Raglan auf dem Schiff seines Auftraggebers Simon Blade seine Niederlage eingesteht, unterbricht ihn Blade. Da sein Schiff als einziges auslauffähiges Schiff im Hafen lag, ist die Expedition mit Statue und Codebuch nun an Bord. Blade erschießt seinen Handlanger, nachdem dieser unvorsichtig war und von Ula erkannt wurde. Als das Schiff in einen Sturm gerät, gelingt der Gruppe die Flucht. Ula und der Professor haben die Gefährlichkeit der Formel erkannt und vernichten die Formel auf dem Landsitz der Greystokes.

## Hintergrund
Tarzan Erfinder Edgar Rice Burroughs war persönlich an der Produktion beteiligt. 
Unter dem Titel Tarzan`s neueste Abenteuer! kam am 6. Januar 1950 ein Zusammenschnitt mit Tarzans neuestes Abenteuer: Der Herr der Wildnis in die deutschen Kinos.
Der Film wurde auch unter dem Alternativtitel Das Geheimnis der grünen Göttin veröffentlicht.

## Rezeption
Der Filmdienst bewertete den Film als „Triviale Unterhaltungskost“.

## Synchronisation
Für das ZDF entstand eine zweite deutsche Synchronfassung von Johannes Lüdke.
| Rolle          | Darsteller    | Synchronsprecher |
| -------------- | ------------- | ---------------- |
| Tarzan         | Herman Brix   | Thomas Danneberg |
| Ula Vale       | Ula Holt      | Louise Cleve     |
| Major Martling | Frank Baker   | Ernst Kuhr       |
| Raglan         | Don Castello  | Herbert Weicker  |
| George         | Lewis Sargent | Horst Raspe      |
| Simon Blade    | Jack Mower    | Wolf Ackva       |